# Benebalot
Benebalot est un village du Cameroun situé dans le département du Nyong-et-So'o et la région du Centre. Il fait partie de la commune de Mengueme.
Le maire de Mengueme de 2007 à 2013, Thaddée Engola, en est originaire. 
C’est le village du chanteur camerounais Espo de Ben’s du duo 2kitu. « Ben’s » signifiant Benebalot.
Village natal du Professeur Paul Jean-Adrien Atangana, vice-doyen de la faculté de médecine de l’Université d’Ebolowa, à Sangmelima

## Population
En 1963, Benebalot comptait 517 habitants, principalement des Bané. Lors du recensement de 2005, on y a dénombré 599 personnes.